# Cô hiệu trưởng của năm đứa bé
Cô hiệu trưởng của năm đứa bé (tiếng Trung: 五個小孩的校長, tiếng Anh: Little Big Master, Hán-Việt: Ngũ cá tiểu hài đích hiệu trưởng) là một bộ phim thuộc thể loại tình cảm - chính kịch ra mắt lần đầu ở Hồng Kông năm 2015 do Quan Tín Huy viết kịch bản kiêm đạo diễn, Trần Mộc Thắng đồng sản xuất, với sự góp mặt của hai diễn viên chính là Dương Thiên Hoa và Cổ Thiên Lạc. Phim dựa trên câu chuyện có thật diễn ra vào năm 2009, kể về Lữ Lệ Hồng, một nữ hiệu trưởng quyết tâm cứu lấy một trường mẫu giáo chỉ còn năm em học sinh ở Nguyên Lãng đang rơi vào tình trạng xuống cấp nghiêm trọng. 
Phim khởi chiếu từ ngày 19 tháng 3 năm 2015 tại Hồng Kông.